# Lijst van opensourcesoftware

Hieronder volgt een (incomplete) lijst van opensourcesoftware of vrije software met een lemma op Wikipedia. 

## Besturingssystemen
- BSD
- Darwin OS
- Haiku
- Inferno
- Linux
- Minix
- OpenSolaris
- ReactOS
- Syllable

### Linuxdistributies
(vrije software)
- Arch Linux
- Debian
  - Ubuntu
    - Linux Mint
- Fedora
- Linux From Scratch
- Slackware
- Overige

### BSD-distributies
- DragonFly BSD
- FreeBSD
- GhostBSD
- NAS4Free
- NetBSD
- OpenBSD
- TrueNAS
- TrueOS
- pfSense

## Desktopsoftware

### Bestandsbeheer
- Beagle
- Brasero
- Dolphin
- FileZilla
- GNOME Commander
- K3b
- Konqueror
- Krusader
- Bestanden
- PCMan File Manager
- Strigi
- Thunar

### Computerspellen
- 0 A.D.
- BVE TrainSim
- FlightGear
- Freeciv
- Globulation 2
- Minetest
- OpenArena
- OpenTTD
- Pingus
- SuperTux
- SuperTuxKart
- Tux Racer
- Wesnoth

### Databases
- Firebird
- MariaDB
- MonetDB
- PostgreSQL
- SQLite

### Desktopomgevingen
- Equinox
- GNOME
- KDE
- LXDE
- MATE
- Razor-qt
- ROX Desktop
- Unity
- Xfce

### Educatief
- ATutor
- Celestia
- Dokeos
- KStars
- OpenTeacher
- Sakai Project
- Stellarium

### Encryptie en wachtwoordbeheer
- AxCrypt
- Bitwarden
- GNOME Keyring
- KWallet
- Seahorse
- TrueCrypt

### Game engines
- Godot
- Irrlicht

### Grafisch
- Art of Illusion
- Blender
- Darktable
- digiKam
- Eye of GNOME
- F-Spot
- Geeqie
- GIMP
- GPicView
- gThumb
- Gwenview
- Inkscape
- KolourPaint
- KSnapshot
- Krita
- MyPaint
- Persistence of Vision Raytracer
- Viewnior
- White dune

### Hulpprogramma's
- Bash
- GRUB
- Orca
- NonVisual Desktop Access

### Internet

#### Webbrowsers
- Brave
- Camino
- Chromium
- GNOME Web
- Galeon
- Gollum
- Konqueror
- Lynx
- Mozilla Firefox
- Shiira
- SRWare Iron
- Origyn Web Browser

#### E-mail
- Evolution
- Icedove
- KMail
- Mozilla Thunderbird
- Mutt
- SeaMonkey
- Sylpheed

#### Chat
- aMSN
- ChatZilla
- Exodus
- Irssi
- Jabber
- Konversation
- Kopete
- Pidgin
- Signal (software)
- Smuxi
- XChat

#### Filesharing
- eMule
- FrostWire
- KTorrent
- MLDonkey
- Transmission
- Vuze (voorheen Azureus)

#### VoIP
- Ekiga
- KPhone
- QuteCom
- Twinkle

#### Webontwikkeling
- Amaya
- Firebug
- NVU
- Quanta Plus

### Kantoorsoftware

#### Desktoppublishing
- AbiWord
- Apache OpenOffice
- Calligra Suite
- Evince
- Gedit
- GnuCash
- Gnumeric
- Kate
- KOffice
- LaTeX
- LibreOffice
- NeoOffice
- Notepad++
- Okular
- Scribus
- Tomboy

#### Praktijkmanagement
- Open Dental

### Programmeeromgevingen
- KDevelop

### Multimedia

#### Audio
- Amarok (KDE)
- Audacious
- Audacity
- Clementine
- JuK (KDE)
- LMMS
- MuseScore
- musikCube
- Nightingale
- Rhythmbox
- Songbird
- Sound Juicer
- XMMS

#### Video
- GNOME Videos
- Kaffeine
- Kdenlive
- Media Player Classic
- MPlayer
- VLC media player

### Systeemsoftware
- GParted
- Infrarecorder
- KInfocenter

### Virtualisatie en emulatie
- DOSEMU
- PlayOnLinux
- QEMU
- VirtualBox
- Wine

## Serversoftware
- Apache
- Apache Lucene
- CVS
- XAMPP
- XINS

### Webapplicaties
- diaspora*
- DokuWiki
- Drupal
- Friendica
- GNU social
- Joomla!
- Mastodon
- MediaWiki
- MMBase
- OsCommerce
- phpBB
- Plone
- RenovatioCMS
- Sendmail
- SquirrelMail
- TiddlyWiki
- TYPO3
- Umbraco
- WordPress

## Wiskunde en statistiek
- Euler math toolbox
- GNU Octave
- Kig
- Maxima
- OpenFOAM
- R
- SageMath
- Schoonschip
- Scilab